# Chema Martínez
José Manuel Martínez Fernández (n. Madrid el 22 de octubre de 1971), conocido popularmente y en el entorno atlético como Chema Martínez, es un atleta español. Chema es uno de los mejores fondistas españoles de la historia.
En su palmarés destacan las dos medallas obtenidas en 10000 metros en los Campeonatos europeos de 2002 (oro) y 2006 (plata) celebrados en Múnich y Gotemburgo respectivamente, además de otros muchos títulos nacionales en diferentes carreras.

## Datos personales
Nacido en Madrid el 22 de octubre de 1971 y casado con Nuria Moreno (Olímpica en Sídney 2000 con la selección nacional de Hockey) con quien tiene tres hijos. Es licenciado en INEF, tiene un máster en Gestión en Administración y Dirección del Deporte por el COE y un curso de postgrado, además de máster en Gestión de Campos de Golf en la Universidad Europea de Madrid. Su entrenador es Antonio Serrano.
Colabora en el programa de radio "El partidazo de COPE", de la cadena COPE, en la sección "Kilómetro 42", un espacio dedicado al mundo del running.

## Trayectoria
Chema Martínez comenzó a competir en las escuelas deportivas de Villaviciosa de Odón y de forma profesional a partir de los 20 años. Comenzó a destacar en la segunda mitad de la década de los noventa tanto en pruebas de fondo como en campo a través (se proclamó Campeón de España de Cross en 2002), así como en maratones en sus últimas temporadas. Ha sido olímpico en Atenas 2004 competición en la que se clasificó noveno a un puesto de conseguir posición de finalista.
También ha participado en los últimos siete mundiales, en el primero en 1999 en Sevilla participó en la prueba de 10000 metros siendo finalmente el 19.º con una marca de 28:55.87. En la siguiente edición en 2001 en Edmonton en la misma prueba mejoró situándose 12.º con una marca sensiblemente mejor que dos años antes, 28:06.33. A partir de 2003 dejó de disputar los 10000 metros en los campeonatos del mundo y se dispuso a disputar la maratón donde quedó el 16.º con una marca de 2h11:31 en París. Dos años más tarde, en el 2005, en Helsinki volvió a probar fortuna en la maratón y terminó 20.º con una marca de 2h20:07. Otro mundial disputado por Chema fue en 2007 en Osaka donde consiguió su mejor posición mundial, el 10.º puesto que consiguió con una marca de 2h20:25. Después vino Berlín terminando en octava posición en la maratón. El último ha sido hasta la fecha el celebrado en 2011 en Daegu en la prueba de maratón.
Sus mejores resultados han llegado sin ninguna duda en los campeonatos de Europa donde se ha proclamado campeón en Múnich 2002 y subcampeón en Gotemburgo 2006 en la distancia de 10 000 m y subcampeón en la maratón de los campeonatos de 2010 disputados en Barcelona.
Ha disputado también durante diez años, seis Challenger Europeas de 10000 metros en los años 1997 que se disputó en Baracaldo y consiguió un 8.º puesto, en 1998 celebrada en Lisboa donde terminó 16.º, en el año 2000 otra vez en Lisboa donde quedó el 11.º, en 2001 otra vez en Baracaldo donde fue 6.º, en 2002 en Camariore terminando en 4.ª posición y en 2004 en Maribor donde fue el ganador con un tiempo 28:11.11.
También quedó el tercero en la media maratón de los Juegos del Mediterráneo y campeón de la Universiada celebrada en Palma de Mallorca en 1999. En Cross, no ha tenido demasiada suerte en la competición internacional siendo su mejor resultado una quinta posición en el europeo del 2007.
Además hay que añadir los cientos de victorias en carreras populares por toda la geografía española y mundial destacando por ejemplo la Behovia-San Sebastián o la San Silvestre Vallecana de la que hizo la presentación en su última edición.

### 2008
En 2008 consiguió ganar por primera vez en su carrera en una maratón. Quedó en primer lugar en la maratón de Madrid celebrada el domingo 27 de abril, con un tiempo de 2h12:42 por delante de los keniatas, Frederick Cherono que realizó un tiempo de 2h13:42 y de Abraham Keter que terminó en 2h14:48.
En los Juegos Olímpicos de Pekín 2008 realizó un tiempo de 2h14 quedando en el puesto 16 y siendo el primer español en llegar a meta.

### 2009
En los Juegos Mediterráneos Pescara 2009 consiguió la medalla de plata en la media maratón.
En los Campeonatos Mundiales de Berlín de 2009, cruzó la meta de la prueba de maratón en 8.ª posición con un tiempo de 2 horas, 14 minutos, 4 segundos, siendo el primer atleta europeo y el segundo atleta no africano.

### 2010
En los Europeos de Barcelona 2010 logró su tercera medalla consecutiva en unos europeos, logrando la plata en la prueba de maratón.

## Clubes
- 1992 - Caja Toledo-Club de Atletismo Toledo
- 1993 - New Balance - S.M. Oya
- 1994 - A.C. Canal Isabel II
- 1995 - Rodper Sierra de Guadarrama
- 1996 - Club Atletismo Chapín Jerez
- 1997 - Diadora Squadra Deportiva
- 1998 - Puma Squadra Deportiva
- 1999 y 2000 - Puma Sevilla Abierta
- 2001 y 2002 - Puma Chapín Jerez 2002
- 2003 - 2005 - Nike Bowerman
- 2006 - 2013 - Nike Running
- 2014 - Actualidad - Adidas Running

## Palmarés
- Internacional con la selección española en 42 ocasiones desde 1996 hasta el 2012.
- Plata Campeonato de España de Media Maratón en 1995.
- Plata Campeonato de España de Campo a través 1997.
- Oro Universiada de Palma de Mallorca 1999 en 10000 metros con una marca de 29:37.56.
- 19.º Campeonato del Mundo de Sevilla 1999 en 10000 metros con una marca de 28:55:87.
- Oro Juegos Mundiales Estudiantiles 1999 en 10000 metros.
- Bronce Campeonato de España de Campo a través 2000.
- 12.º Campeonato del Mundo de Edmonton 2001 en 10000 metros con una marca de 28:06:33.
- Oro Campeonato de España de Campo a través Largo 2002.
- Plata Campeonato de España de Campo a través 2002 de clubes.
- Bronce Maratón de Róterdam 2002 con una marca de 2h09:55
- Oro Campeonato de Europa de Múnich 2002 en 10000 metros con una marca de 27:48.65.
- Plata Campeonato de España de Campo a través 2003.
- Bronce Maratón de Róterdam 2003 con una marca de 2h08:09
- 16.º Campeonato del Mundo de París 2003 en Maratón con una marca de 2h11:31.
- Oro Campeonato de España 2004 en 10000 metros.
- Oro Challenge Europea de Maribor 2004 en 10000 metros con una marca de 28:11.11.
- Oro Copa de Europa en Estambul 2004 (1.ª división) en 5000 metros con una marca de 14:04.02.
- 9.º Juegos Olímpicos de Atenas 2004 en 10000 metros con una marca de 27:57:61.
- Oro Campeonato de España en Mataró 2005 en 10000 metros.
- Bronce Juegos Mediterráneos de Almería 2005 en media maratón con una marca de 1h05:12.
- Oro Trofeo Marathon de campo a través 2006.
- Plata Campeonato de España 2006 en 10000 metros con una marca de 28:12:64.
- Plata Campeonato de Europa de Gotemburgo 2006 en 10000 metros con una marca de 28:12.06.
- 10.º Campeonato del Mundo de Osaka 2007 en maratón con una marca de 2h20:25.
- Plata Maratón de Roma 2007 con una marca de 2h10:12.
- Oro Maratón de Madrid 2008 con una marca de 2h12:42.
- Plata Media-maratón de los Juegos Mediterráneos Pescara 2009.
- Ganador de la VIII y IX Gran Canaria Media Maratón (2009 y 2010).
- Plata en el maratón del Campeonato Europeo de Atletismo de 2010
- Oro San Silvestre Galapagar 2018

### Todos sus maratones
- Campeón de la WingsForLife 2017
- Campeón Marató Costa Daurada 2015
- 5.º puesto en Marathon Des Sables 2015, primer europeo clasificado
- Primer clasificado categoría y 5.º en general CruceColumbia 2015
- Campeón Marató Costa Daurada 2015
- Campeón Carrera WingsForLife 2014
- 9.º Maratón de Sevilla 2013 con una marca de 2h17:55
- 7.º Maratón Ciudad de Castellón 2010 con una marca de 02:17:50
- 1.º Maratón de Madrid 2008 con una marca de 2:12:42[5]
- 2.º Maratón de Roma 2007 con una marca de 2h10:12[6][7]
- 10.º Maratón de Osaka 2007 con una marca de 2h20:25[8]
- 6.º Maratón de Hamburgo 2006 con una marca de 2h11:06[9]
- Abandono Maratón de Goteborg 2006
- 9.º Maratón de Róterdam 2005 con una marca de 2h11:56
- 30.º Maratón de Helsinki 2005 con una marca de 2h20:07
- 14.º Maratón de Tokio 2004 con una marca de 2h13:14
- 16.º Maratón de París 2003 con una marca de 2h11:31  (Campeonato del mundo de atletismo)
- 3.º Maratón de Róterdam 2003 con una marca de 2h08:09[10]
- 3.º Maratón de Róterdam 2002 con una marca de 2h09:55[11]

## Mejores Marcas
| Distancia          | Fecha      | Lugar      | Tiempo   |
| 2000 metros        | 10/06/2004 | Rivas      | 5:06.33  |
| 5000 metros        | 20/06/2006 | Huelva     | 13:11.13 |
| 10000 metros       | 20/07/2003 | Pontevedra | 27:30.56 |
| 10 Kilómetros Ruta | 20/05/2007 | Newcastle  | 28:09    |
| Medio Maratón      | 25/11/2012 | Mánchester | 1:02:16  |
| 25 Kilómetros      | 13/04/2003 | Róterdam   | 1:15:00  |
| 30 Kilómetros      | 21/04/2002 | Róterdam   | 1:30:45  |
| Maratón            | 13/04/2003 | Róterdam   | 2:08:09  |